# 江川央生
江川央生（日语：／ Egawa Hisao，1962年9月13日—），日本男性聲優、演員、旁白，所屬事務所為青二Production。東京都出身。O型血。

## 人物簡介
- 身高180公分
- 體重90公斤
- 星座是處女座
- 特技是打少林寺拳法和游泳

## 演出作品
※粗體字表示說明飾演的主要角色。

### 電視動畫
- 龙珠Z（斯布比奇）
- 驚爆遊戲（吉良義久）
- 足球風雲（大塚繁樹）
- 我們這一家（老師、公司專員A、雜貨店老闆、體育老師〈第2代〉、運轉手C 其他）
- 鋼之鍊金術師BrotherHood（副教主）
- 水星領航員（出雲新太）
  - 水星領航員ARIA The ANIMATION
  - 水星領航員ARIA The NATURAL
- 危險調查員（卡車運転手、ケンドルの手下）
- 名侦探柯南（劍崎修、堀田刑事、須藤雲造、八月一日（ホヅミ）、福地直和、星野治行、尾藤賢吾）
- 神奇寶貝（工程監督）
- 神奇寶貝超級願望（東·喬治）
- 爆裂戰士戰藍寶（アイリス）
- 驚爆危機（コー）
- 幻影死神（森田巡査）
- 黑貓（奈薩·布萊凱瑪）
- 爆裂天使（英二）
- 忍者亂太郎（商人、手下、忍者、蜉蝣）
- 隱王（不知火）
- 週刊故事島（「美人琳浴」（人妖2））
- 世界名作劇場系列
  - 七海的堤可（賽巴蒂安諾）
  - 羅密歐的藍天（葛利索）
  - 你好 安妮 ～Before Green Gables（麥克加文）
- 西洋古董洋菓子店（川口拳擊會長）
- 十二國記（醐孫）
- 獸王星（洛基博士）
- 逮捕令（黑部）
- 怪俠索羅利（ゴジ松）
- 植木的法則（鈴木櫻）
- 機神大戰（樂市雷藏）
- 機巧奇傳（伊希）
- 今天的五年二班（田村老師）
- 金田一少年之事件簿（僧正、巴阿爾、石川隆）
- 機動戰士鋼彈00 第二季 (亞瑟‧古德曼)
- 機動戰士鋼彈AGE（贊納多·比哈度）
- 變形金剛：銀河原力（獅王傑克）
- 戰鬥陀螺 鋼鐵奇兵 爆（蓋歐格）
- 勇者王（火麻激、Goldmarg、ZX-13肝臓原種）
- 帝皇戰紀（ヤッサバ・ジン）

1992年
- 蠟筆小新（指導員、若乃里男、潛水指導員B、T恤、西班牙人 其他）
- 奇天烈大百科（西村、砂石車司機、導演、黑衣男、獅子老大 等）
- 小小男子漢（雜物店大叔〈第1代〉、警察先生、叔叔、橋本、留吉）

1993年
- 城市風雲兒（影虎、金棒博士）

1995年
- 橘子醬男孩（警官）

1996年
- 靈異教師神眉（山神、地蔵虐、運轉手）
- 鬼太郎第4期（縊鬼、貓又、貓仙人、三高竹藏、蘭斯維爾 等）

1997年
- 靈異教師神眉（鬼）
- 中華一番（阿魯、光頭男）
- 烈火之炎（爪丸）

1999年
- 數碼寶貝大冒險（奧加獸）
- 布布恰恰（河馬卡車）
- 神奇寶貝（工地監督）

2000年
- 勝負師傳說（德三、男A）
- 犬夜叉（頭子）
- ONE PIECE（克羅歐比）

2001年
- 犬夜叉（地念兒）
- 通靈王（喪助）

2003年
- 犬夜叉（銀骨、村人）
- 哆啦A夢(大山羨代版)（店主、烤地瓜小販、小偷 其他）
- ONE PIECE（フリップ）
- 驚爆危機？校園篇（ショコラ）
- 高橋留美子劇場 人魚之森（漁夫、逆髮衆、黑背廣、男性B）
- 鼻毛真拳（奇拉力諾）

2004年
- 火影忍者（飛脚屋フクスケ）
- BLEACH（シェリーカー、胴元）
- BECK（小三）
- 妄想代理人（鱷淵良宏）
- 怪醫黑傑克（阿志治、手下A）
- 仙境傳說（忽克連）
- 混沌武士（刃武）

2005年
- 哆啦A夢(水田山葵版)（喬波、頂尖店長、水果店老闆、司機 其他）

2006年
- 銀魂（西郷特盛、修輪）
- 結界師（夜鬼）
- BLACK BLOOD BROTHERS（巴德里克・賽利班）
- Black Lagoon（アブレーゴ）
- Black Lagoon: The Second Barrage（アブレーゴ）
- 遊戲王GX（尤貝爾）※到第127話為止就沒有標示角色名
- ONE PIECE（柯基）

2007年
- 魔人偵探腦嚙涅羅（筒井壯太）
- 史上最強弟子兼一（護衛）
- 血色花園（蘭迪）

2008年
- 道子與哈金

2009年
- 蒼天航路（曹洪）
- ONE PIECE（コルト）
- 閃亮雙胞胎（導演）

2010年
- 火影忍者疾風傳（殺人蜂）
- ONE PIECE（約翰・巨人）
- 少年犯之七人（五十嵐）

2011年
- 天魔黑兔（年邁的妖精）
- 銀魂'（西郷特盛）
- 美食獵人TORIKO（森爺爺）

2012年
- SKET DANCE（轡大二郎）
- ONE PIECE（右大臣）
- ONE PIECE 娜美特別篇〜領航員之淚與夥伴的羈絆〜（克羅歐比）

2013年
- 李洛克的青春全力忍傳（殺人蜂）
- 八犬傳－東方八犬異聞－（健太之父）

2014年
- 天雷爭霸:復仇者聯盟（尼克·福瑞）
- 即使如此世界依然美麗（侍從）
- 晨曦公主（由芳）

2015年
- 亞爾斯蘭戰記（〈赤鬚的〉夏加德）
- 潮與虎（一鬼）
- 彗星·路西法（文森·達德利）
- ONE PIECE（ディエス・バレルズ）

2016年
- 排球少年!! 烏野高校 VS 白鳥澤學園高校（烏養繋心）※第9－10話[1][2]

2017年
- 夏目友人帳 陸（百子）
- 狂賭之淵（木渡潤）
- KiraKira☆光之美少女 A La Mode（古雷布）
- ONE PIECE 東海特別篇 ～魯夫與4名夥伴的大冒險～（克羅歐比）
- 舞動青春（瓦西里·托爾卡歇夫）

2018年
- 七龙珠超（阿尼拉薩）
- 銀魂.（西郷特盛）
- 名侦探柯南（東東一郎）
- 銀河英雄傳說 Die Neue These 邂逅（奧古斯特·沙姆艾爾·瓦列）
- 皇帝聖印戰記（打鐵鋪老闆）
- 沒有心跳的少女 BEATLESS（鈴元俊次）
- MEGALO BOX（波將金東）
- BORUTO-火影新世代-NARUTO NEXT GENERATIONS-（殺人蜂）
- 女神異聞錄5 動畫版（P5A）（岩井宗久）
- 閃電十一人 戰神的天秤（我野革命）
- 鬼太郎（第六作）（輪入道）
- 後街女孩（岩村太郎）
- Banana Fish（李王龍）
- 刃牙（艾倫）
- 傀儡馬戲團（仲町信夫[3]）
- 刀劍神域 Alicization（薩多雷）
- DOUBLE DECKER！道格＆基里爾（塔歐）
- 聖鬥士星矢 聖鬥少女翔（辰巳）

2019年
- 鬼太郎（第六作）（水虎、大太法師）
- 關於我轉生變成史萊姆這檔事（德魯夫）
- 毛球權次郎（旁白）
- Fairy Gone（比維·里斯卡[4]）

2020年
- 排球少年！！ TO THE TOP（烏養繫心）
- 異獸魔都（包克斯）
- 數碼寶貝大冒險：（奧加獸、叛逆獸）
- 王之逆襲 意志的繼承者（艾爾特拉）

2021年
- 境界觸發者 第2期（加特林）
- 關於我轉生變成史萊姆這檔事 第2期（德魯夫）
- 我的英雄學院 第5期（車田運轉丸）
- 關於我轉生變成史萊姆這檔事 轉生史萊姆日記（德魯夫）
- 迷宮標記者（沃爾修）
- 新幹線戰士Z（王）
- 數碼寶貝幽靈遊戲（金屬死神獸）
- 特斯拉筆記（埃高爾）

2022年
- 數碼寶貝幽靈遊戲（喪屍暴龍獸）

2023年
- 擁有超常技能的異世界流浪美食家（約翰）
- 虛構推理 Season2（音無亮馬）
- 逃走中 THE GREAT MISSION（野獸戴維）
- 【我推的孩子】（齊藤壹護）

2024年
- 逃走中 THE GREAT MISSION（東·布拉布斯）
- 金屬口紅（庫瑪·汗）
- 通靈王 FLOWERS[[[Wikipedia:格式手册/链接#章節|錨點失效]]]（士兵A）
- 關於我轉生變成史萊姆這檔事 第3期（德魯夫）

2025年
- 櫻桃小丸子（長）
- 正義使者 -我的英雄學院之非法英雄-（田沼榮三）

### OVA
2017年
- 排球少年！！「特集！赌在春高排球上的青春」（烏養繋心）

### 動畫電影
1992年
- 七龍珠Z 極限之戰!!三大超級賽亞人（人造人14号）

2000年
- 名偵探柯南：瞳孔中的暗杀者（小田切敏也）

2013年
- 電影 DokiDoki！光之美少女 小愛结婚了！！？連結未来的希望禮服（紫色機動車）

2018年
- 七龍珠超 布羅利（モロコ）

2024年
- 劇場版 排球少年！！ 垃圾場的決戰（烏養繫心[5]）

### 遊戲作品
- 戰國SLOT 信長之野望·天下創世（武田信玄）

1997年
- 星際火狐64（日文版）（法爾科·蘭巴帝、沃爾夫·歐唐納）

2001年
- 決戰2（典韋、徐晃）
- 任天堂明星大亂鬥DX（法爾科·蘭巴帝）

2003年
- 真·三國無雙3（曹仁）

2004年
- 決戰3（松永久秀、武田勝賴）
- 真·三國無雙3 Empires（曹仁）
- 戰國無雙（石川五右衛門、一般武將）
- 戰國無雙 猛將傳（石川五右衛門、一般武將）

2005年
- 真·三國無雙4（曹仁）
- 激‧戰國無雙（日语：激・戦国無双） （石川五右衛門）
- 星際火狐：突襲（日语：スターフォックス アサルト）（日文版）（法爾科·蘭巴帝）

2006年
- 戰國無雙2（島津義弘、一般武将）
- 戰國無雙2 Empires（島津義弘）
- 火線危機4（日文版）（馬克斯布萊克、葛瑞格利巴洛斯）

2007年
- 真·三國無雙5（曹仁）
- 戰國無雙2 猛將傳（島津義弘、一般武将）
- 戰國無雙 KATANA（島津義弘、一般武将）
- 無雙OROCHI 蛇魔（曹仁、石川五右衛門、島津義弘、一般武將）
- 七龙珠 SPARKING! Meteor（人造人14號）

2008年
- 任天堂明星大亂鬥X（日文版）（法爾科·蘭巴帝）
- 無雙OROCHI 蛇魔再臨（曹仁、石川五右衛門、島津義弘、一般武將）

2009年
- 真·三國無雙5 Empires（曹仁）
- 戰國無雙3（島津義弘）
- 無雙OROCHI Z（曹仁、石川五右衛門、島津義弘、一般武將）

2010年
- Fate/EXTRA（弗拉德三世）
- 七龍珠 迅猛炸裂2（人造人14號）
- 七龙珠群雄（人造人14號）

2011年
- 真·三國無雙6（曹仁）
- 真·三國無雙6 Empires（曹仁）
- 真·三國無雙6 猛將傳（曹仁）
- 真·三国无双 Next（曹仁）
- 戰國無雙3 猛將傳（島津義弘）
- 戰國無雙3 Z（島津義弘）
- 戰國無雙3 Empires（島津義弘）
- 戰國無雙3 Chronicle（島津義弘）
- 無雙OROCHI 2（曹仁、石川五右衛門、島津義弘）

2012年
- 英雄傳說 零之軌跡（賈西亞・羅西）

2013年
- 真·三國無雙7（曹仁）
- 真·三國無雙7 猛將傳 （曹仁）

2014年
- 真·三國無雙7 帝王傳 （曹仁）
- 任天堂明星大亂鬥3DS/Wii U（日文版）（法爾科·蘭巴帝）
- 戰國無雙4系列（石川五右衛門、島津義弘）

2015年
- 真·三國無雙斬 （曹仁）

2016年
- Fate/Grand Order（傑羅尼莫、弗拉德三世〔EXTRA〕）
- 女神異聞錄5（岩井宗久）
- 超级七龙珠群雄（人造人14號、阿尼拉薩）
- 戰國無雙 真田丸（石川五右衛門、島津義弘）

2018年
- 真·三國無雙8 （曹仁）
- 東京放學後召喚師（日语：東京放課後サモナーズ）（埃吉爾[6])
- 無雙OROCHI 3（曹仁、石川五右衛門、島津義弘）

### 外國電影
- 變形金剛：復仇之戰 (天火)
- 真·三國無雙（曹仁（饰王梓轩））

## 腳註

## 外部連結
- 青二Production公式官網的聲優簡介 （页面存档备份，存于） （日語）